# Luis de Madrazo
Luis de Madrazo y Kuntz (n. 27 februarie 1825, Madrid, Madrid⁠(d), Spania – d. 9 februarie 1897, Madrid, Noua Castilie⁠(d), Spania) a fost un pictor spaniol de portrete și scene religioase dintr-o familie bine cunoscută, din care fîceau parte tatăl său, José⁠(d) (pictor), și frații săi Federico (de asemenea, pictor), Pedro⁠(d) (critic de artă) și Juan (arhitect). Bunicul său polonez Tadeusz Kuntze⁠(d) a fost și el pictor.

## Biografie
S-a născut la Madrid, într-o familie de artiști foarte apreciată. Tatăl său a fost José de Madrazo⁠(d), iar frații săi au fost Federico de Madrazo și Pedro de Madrazo⁠(d). Nepoții săi Raimundo de Madrazo y Garreta și Ricardo de Madrazo au devenit ambii pictori de seamă. Familia Madrazo a fost descrisă ca fiind una dintre cele mai importante dinastii în pictură, care a dominat literalmente pictura din secolul al XIX-lea în Spania.
El și frații săi au primit primele lecții de artă în atelierul tatălui lor. Mai târziu, a intrat la Real Academia de Bellas Artes din San Fernando . În 1845, și-a găsit un loc de muncă ca ilustrator pentru revista Seminario Pintoresco Español. Câțiva ani mai târziu, a primit o bursă care ia permis să-și termine studiile la Roma și să își îmbunătățească stilul. La început, a urmat Accademia di San Luca⁠(d), apoi s-a înscris la Academia Franceză din Roma, la Villa Medici. În această perioadă, l-a întâlnit pe Friedrich Overbeck⁠(d) și a intrat sub influența mișcării nazarinene.
După ce a studiat la Roma, a călătorit în Europa, locuind pentru scurt timp la Paris, München, Veneția și Berlin. La începutul anilor 1890, s-a stabilit pentru o perioadă la Pompei împreună cu doi dintre colegii săi pictori din Spania. S-a întors la Madrid când influența tatălui său și a fraților mai mari i-a permis să intre în cercurile artistice ale acelui oraș, ceea ce l-a făcut să creadă că succesul său se datorează în întregime reputației familiei sale.
În această ultimă perioadă a vieții sale, el s-a dedicat în primul rând predării și pictării de portrete ale nobilimii. A primit gradul de Comandant în Ordinul „Isabela Catolica” și în cele din urmă a devenit Director al „Escuela Superior de Pintura, Escultura y Grabado de Madrid”. La moartea sa, în Madrid, orașul său natal, a fost succedat de Dióscoro Puebla⁠(d).

## Selecție de picturi

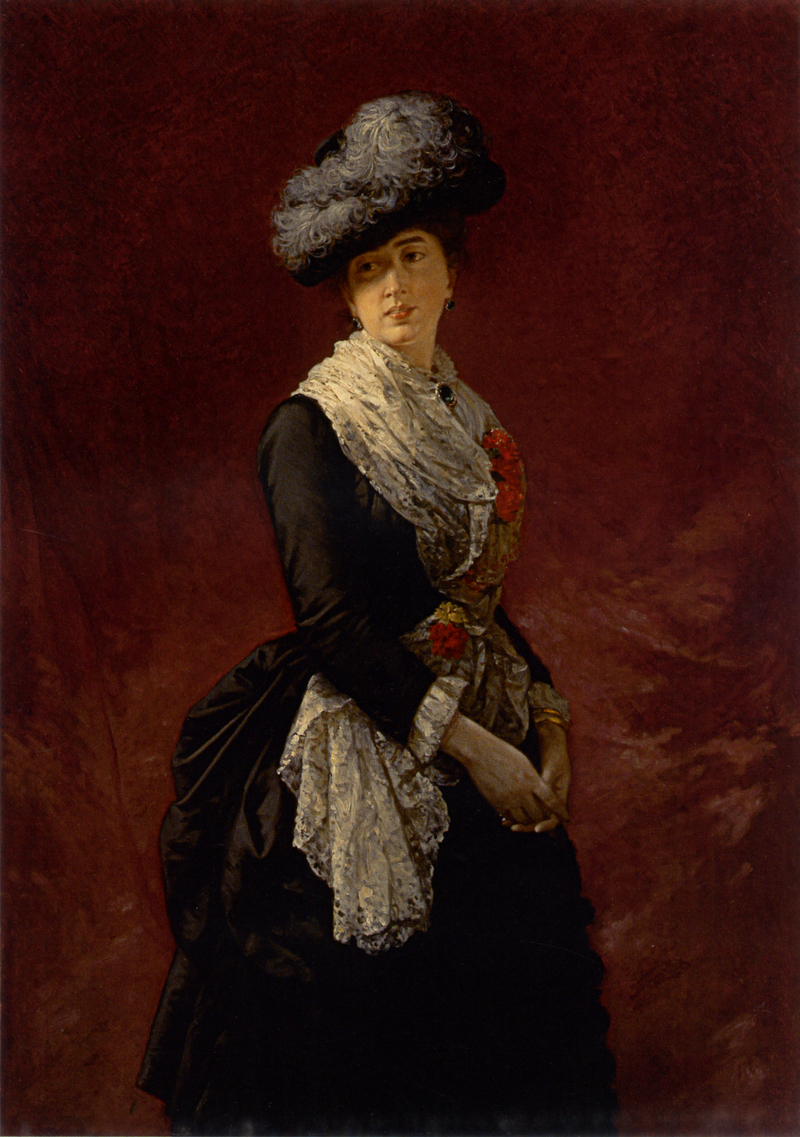
Cecilia de Madrazo⁠(d)
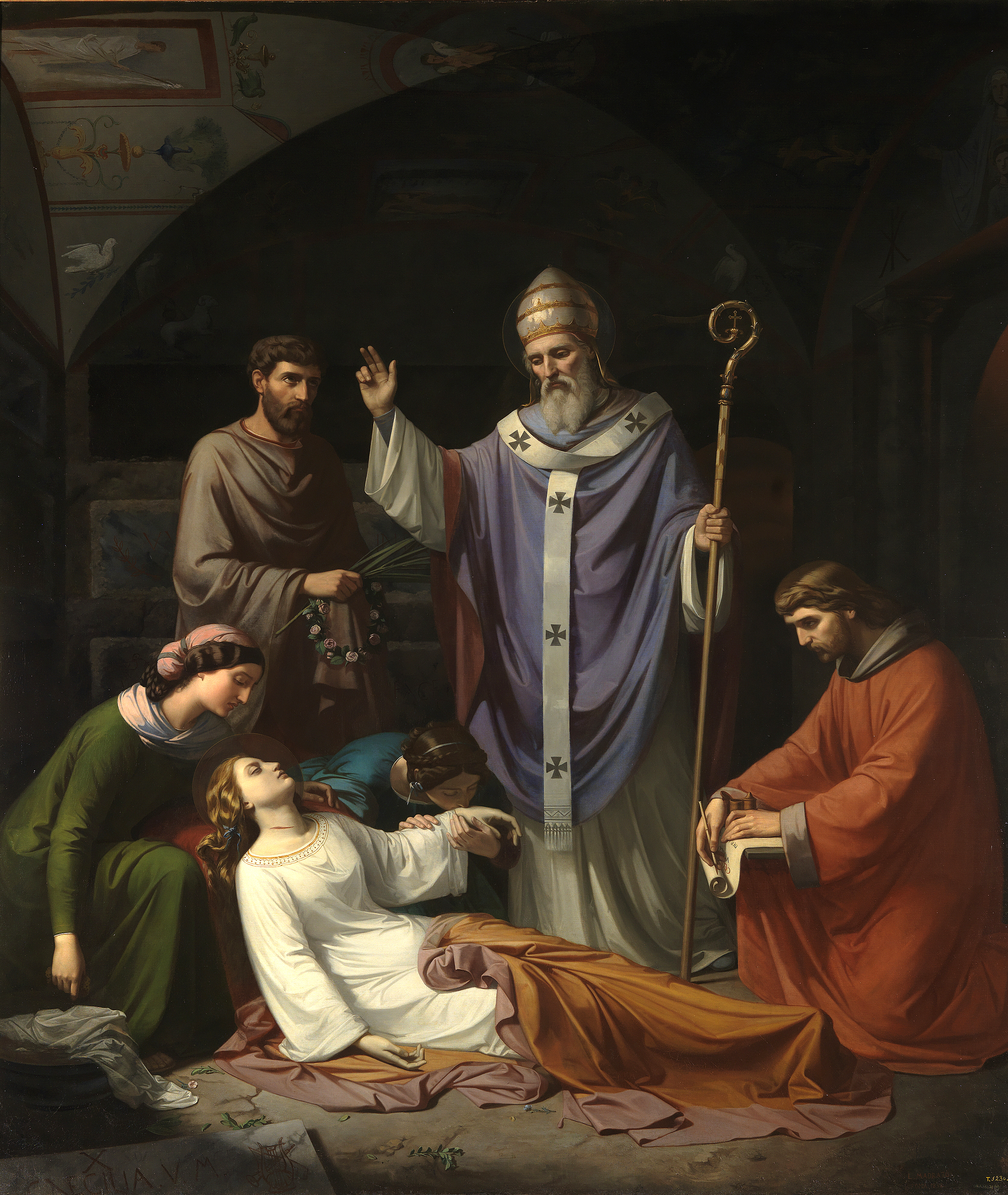
Înmormântarea Sfintei Cecilia în Catacombele Romane
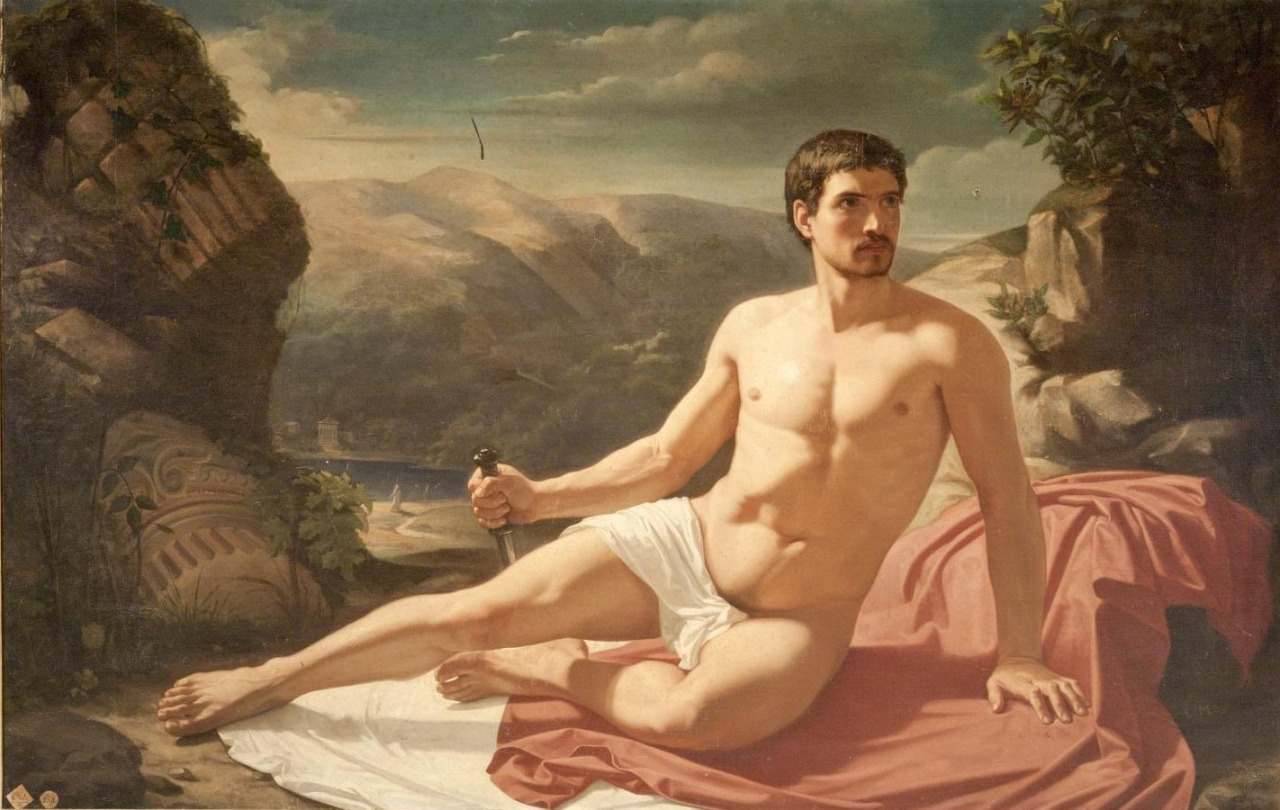
Bărbat ținând în mână un pumnal
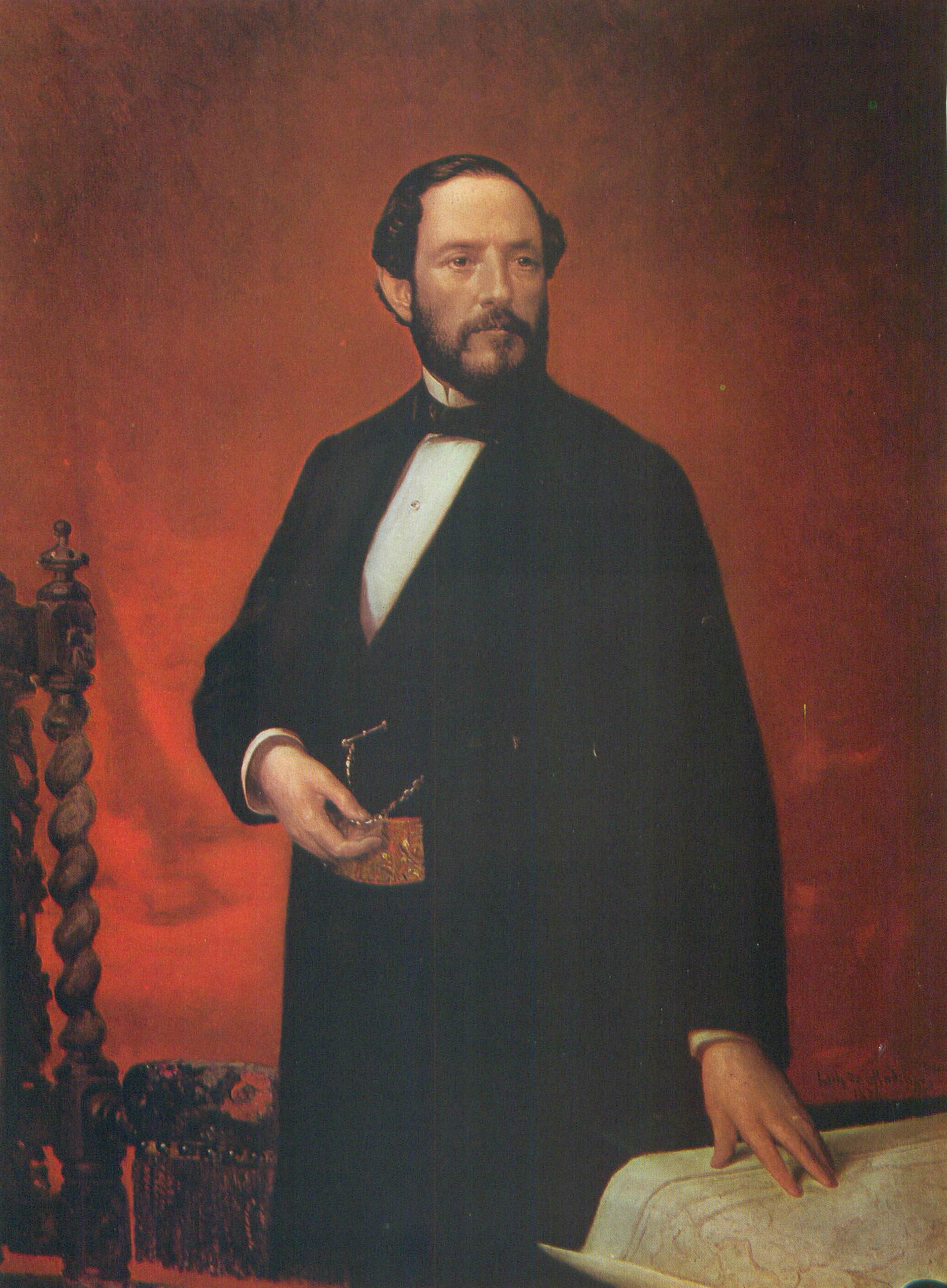
Juan Prim⁠(d)